# Marshall Amplification
För andra betydelser, se Marshall (olika betydelser).

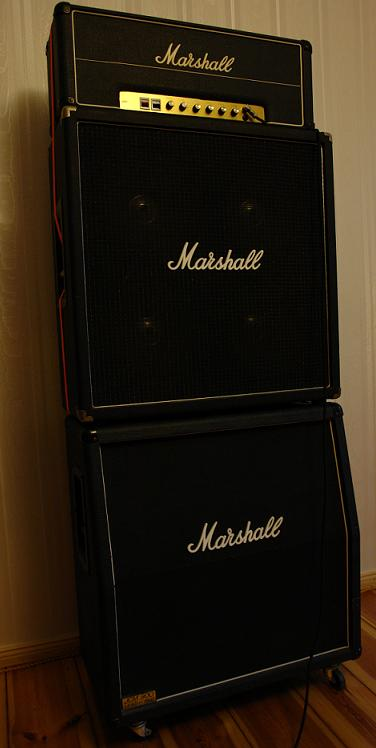
Marshallstack

Marshall är en brittisk tillverkare av gitarr- och basförstärkare och högtalarsystem.
Jim Marshall började som tillverkare av gitarrförstärkare på 1950-talet. Jim hade från början en musikaffär i London, men bestämde sig senare för att även tillverka musiktillbehör. De första produkterna var kopior av Fenderförstärkare med vissa ändringar - troligen för att det var lättare att få tag på delarna i England. Förstärkarna blev snabbt populära i rockband och seglade upp bredvid VOX som det brittiska alternativet. Det riktiga genombrottet kom till i samarbete med The Whos Pete Townshend som i sin ständiga jakt på högre volymer fick en specialgjord högtalarlåda med 8 högtalarelement i. Den var för klumpig för råddarna så den sågades itu: Marshallstacken var född.
En 100 W rörförstärkartopp med guldfärgad panel och fyra tolvtumshögtalare i en eller två lådor är standard på rockscener sedan slutet av 60-talet.
Det typiska "Marshall-soundet" är ett krunchigt distorterat mellanregister, med relativt litet headroom. Användarlistan innehåller alla stora gitarrister – bl.a. John Norum, Angus Young, Jimi Hendrix, Eddie Van Halen, Jimmy Page, Slash, Zakk Wylde, Johnny Ramone och Yngwie Malmsteen. Idag erbjuder Marshall en uppsjö av förstärkarmodeller där allt från s.k. reissues av äldre modeller till moderna förstärkare finns representerade. Dock är det fortfarande originalen, främst från slutet av 60- och början av 70-talet, som är de mest eftertraktade bland såväl musiker som samlare.
Marshall-förstärkare byggs idag i Milton Keynes, en stad några mil norr om London.
Produkter
Till sommaren 2025 har Marshall lanserat en kraftfull ny bärbar högtalare, Kilburn III, med imponerande batteritid. Ett test visade att högtalaren kunde spela musik i två dygn i sträck utan att stängas av.